# Kronebreen
Kronebreen är en glaciär på västra Spetsbergen, Svalbard. Den är 22 km lång och 3-4 km bred.